# Albânia nos Jogos Olímpicos de Verão de 2012
A Albânia foi representado nos Jogos Olímpicos de Verão de 2012, que decorreu na cidade de Londres, no Reino Unido, de 27 de julho a 12 de agosto de 2012.

## Desempenho

### Atletismo
Masculino
| Prova          | Atleta            | Preliminares | Preliminares | Final       | Final       |
| Prova          | Atleta            | Marca        | Posição      | Marca       | Posição     |
| -------------- | ----------------- | ------------ | ------------ | ----------- | ----------- |
| Adriatik Hoxha | Arremesso de peso | 17m58        | 37º          | Não avançou | Não avançou |

### Halterofilismo
Masculino
| Atleta         | Evento | Arranque (kg) | Arremesso (kg) | Total (kg) | Posição |
| -------------- | ------ | ------------- | -------------- | ---------- | ------- |
| Daniel Godelli | -69kg  | DNF           | DNF            | DNF        | DNF     |
| Briken Calja   | -69kg  | 143,0         | 177,0          | 320,0      | 9º      |
| Endri Karina   | -94kg  | 155,0         | 195,0          | 350,0      | 14º     |

Feminino
| Atleta       | Evento | Arranque (kg) | Arremesso (kg) | Total (kg) | Posição |
| ------------ | ------ | ------------- | -------------- | ---------- | ------- |
| Romela Begaj | -58kg  | 101,0         | 115,0          | 216,0      | 11º     |

### Natação
Masculino
| Atletas     | Evento      | Eliminatórias | Eliminatórias | Semifinal   | Semifinal   | Final       | Final       |
| Atletas     | Evento      | Tempo         | Posição       | Tempo       | Posição     | Tempo       | Posição     |
| ----------- | ----------- | ------------- | ------------- | ----------- | ----------- | ----------- | ----------- |
| Sidni Hoxha | 100 m livre | 51s11         | 37º           | Não avançou | Não avançou | Não avançou | Não avançou |

Feminino
| Atletas     | Evento          | Eliminatórias | Eliminatórias | Semifinal   | Semifinal   | Final       | Final       |
| Atletas     | Evento          | Tempo         | Posição       | Tempo       | Posição     | Tempo       | Posição     |
| ----------- | --------------- | ------------- | ------------- | ----------- | ----------- | ----------- | ----------- |
| Noel Borshi | 100 m borboleta | 1min05s49     | 40º           | Não avançou | Não avançou | Não avançou | Não avançou |

### Tiro
Masculino
| Atleta       | Evento                | Qualificação | Qualificação | Final       | Final       | Posição |
| Atleta       | Evento                | Placar       | Posição      | Placar      | Total       | Posição |
| ------------ | --------------------- | ------------ | ------------ | ----------- | ----------- | ------- |
| Arben Kucana | Pistola de ar de 10 m | 577          | 20º          | Não avançou | Não avançou | 20º     |
| Arben Kucana | Pistola livre 50 m    | 524          | 37º          | Não avançou | Não avançou | 37º     |